# Primer ministre de Grècia
El primer ministre de Grècia (en grec Πρωθυπουργός της Ελλάδος), oficialment primer ministre de la República Hel·lènica (en grec, Πρωθυπουργός της Ελληνικής Δημοκρατίας) és el cap de govern de Grècia.

## Govern provisional 1822 - 1828
1. Aléxandros Mavrokordatos, de 13 de gener de 1822 a 10 de maig de 1823
2. Petros Mavromikhalis, de 10 de maig a 31 de desembre de 1823
3. Georgios Kunduriotis d'1 de gener de 1824 a 26 d'abril de 1826
4. Andreas Zaïmis, de 26 d'abril de 1826 a 14 d'abril de 1827

Geórgios Mavromikhalis, Ioannis Nakos i Ioannis Miletis, de 15 d'abril de 1827 al 24 de gener de 1828

## Estat Grec (1828 - 1832)
| Nom                  | Naixement-Mort | Mandat                                     |
| -------------------- | -------------- | ------------------------------------------ |
| Ioannis Kapodístrias | 1776-1831      | 24 d'octubre de 1828 - 9 d'octubre de 1831 |
| Spirídon Trikupis    | 1788-1873      | 1 de febrer de 1832 - 17 de febrer de 1832 |

## Regne de Grècia (1833-1924)

### Monarquia absoluta (1833 - 1843)
| Nom                                   | Naixement-Mort | Mandat                                        |
| ------------------------------------- | -------------- | --------------------------------------------- |
| Spirídon Trikupis                     | 1788-1873      | 6 de febrer de 1833 - 24 d'octubre de 1833    |
| Aléxandros Mavrokordatos              | 1791-1865      | 24 d'octubre de 1833 - 12 de juny de 1834     |
| Ioannis Koletis                       | 1774-1847      | 12 de juny de 1834 - 1 de juny de 1835        |
| Komis Josef Ludwig von Armansperg     | 1787-1853      | 1 de juny de 1835 - 14 de febrer de 1837      |
| Ignaz von Rudhart                     | 1790-1838      | 14 de febrer de 1837 - 20 de desembre de 1837 |
| Otó von Wittelsbach (monarca absolut) | 1815-1867      | 20 de desembre de 1837 - 6 de juliol de 1841  |
| Aléxandros Mavrokordatos              | 1791-1865      | 6 de juliol de 1841 - 22 d'agost de 1841      |
| Otó von Wittelsbach (monarca absolut) | 1815-1867      | 22 d'agost de 1841 - 15 de setembre de 1843   |

### Monarquia constitucional(1843-1924)
| Nom                         | Naixement-Mort | Mandat                                                                             |
| --------------------------- | -------------- | ---------------------------------------------------------------------------------- |
| Andreas Metaxàs             | 1790-1860      | 15 de setembre de 1843 - 11 de març de 1844                                        |
| Konstandinos Kanaris        | 1790-1877      | 11 de març de 1844 - 11 d'abril de 1844                                            |
| Aléxandros Mavrokordatos    | 1791-1865      | 11 d'abril de 1844 - 18 d'agost de 1844                                            |
| Ioannis Koletis             | 1774-1847      | 18 d'agost de 1844 - 17 de setembre de 1847                                        |
| Kitsos Tzavelas             | 1801-1855      | 17 de setembre de 1847 - 19 de març de 1848                                        |
| Georgios Kunduriotis        | 1782-1858      | 19 de març de 1848 - 27 d'octubre de 1848                                          |
| Konstandinos Kanaris        | 1790-1877      | 27 d'octubre de 1848 - 24 de desembre de 1849                                      |
| Andónios Kriezís            | 1796-1865      | 24 de desembre de 1849 - 28 de maig de 1854                                        |
| Konstandinos Kanaris        | 1790-1877      | 28 de maig de 1854 - 29 de juliol de 1854                                          |
| Aléxandros Mavrokordatos    | 1791-1865      | 29 de juliol de 1854 - 11 d'octubre de 1855                                        |
| Dimítrios Vúlgaris          | 1802-1878      | 11 d'octubre de 1855 - 25 de novembre de 1857                                      |
| Athanàsios Miaülis          | 1815-1867      | 25 de novembre de 1857 - 7 de juny de 1862                                         |
| Genneos Kolokotronis        | 1803-1868      | 7 de juny de 1862 - 23 d'octubre de 1862                                           |
| Dimítrios Vúlgaris          | 1802-1878      | 23 d'octubre de 1862 - 21 de febrer de 1863                                        |
| Aristidis Moraitinis        | 1806-1875      | 21 de febrer de 1863 - 24 de febrer de 1863                                        |
| Zinóvios Valvis             | 1800-1886      | 24 de febrer de 1863 - 9 d'abril de 1863                                           |
| Diomidis Kiriakós           | 1811-1869      | 9 d'abril de 1863 - 10 de maig de 1863                                             |
| Benizelos Rufos             | 1795-1868      | 10 de maig de 1863 - 30 d'octubre de 1863                                          |
| Dimítrios Vúlgaris          | 1802-1878      | 6 de novembre de 1863 - 17 de març de 1864                                         |
| Konstandinos Kanaris        | 1790-1877      | 17 de març de 1864 - 28 d'abril de 1864                                            |
| Zinóvios Valvis             | 1800-1886      | 28 d'abril de 1864 - 7 d'agost de 1864                                             |
| Konstandinos Kanaris        | 1790-1877      | 7 d'agost de 1864 - 9 de febrer de 1865                                            |
| Benizelos Rufos             | 1795-1868      | 9 de febrer de 1865 - 14 de març de 1865                                           |
| Aléxandros Kumunduros       | 1817-1883      | 14 de març de 1865 - 1 de novembre de 1865                                         |
| Epaminondas Deligeorgis     | 1829-1889      | 1 de novembre de 1865 - 15 de novembre de 1865                                     |
| Dimítrios Vúlgaris          | 1802-1878      | 15 de novembre de 1865 - 18 de novembre de 1865                                    |
| Aléxandros Kumunduros       | 1817-1883      | 18 de novembre de 1865 - 25 de novembre de 1865                                    |
| Epaminondas Deligeorgis     | 1829-1889      | 25 de novembre de 1865 - 11 de desembre de 1865                                    |
| Benizelos Rufos             | 1795-1868      | 11 de desembre de 1865 - 21 de juny de 1866                                        |
| Dimítrios Vúlgaris          | 1802-1878      | 21 de juny de 1866 - 30 de desembre de 1866                                        |
| Aléxandros Kumunduros       | 1817-1883      | 30 de desembre de 1866 - 1 de gener de 1868                                        |
| Aristidis Moraitinis        | 1806-1875      | 1 de gener de 1868 - 6 de febrer de 1868                                           |
| Dimítrios Vúlgaris          | 1802-1878      | 6 de febrer de 1868 - 6 de febrer de 1869                                          |
| Thrasívulos Zaïmis          | 1829-1880      | 6 de febrer de 1869 - 22 de juliol de 1870                                         |
| Epaminondas Deligeorgis     | 1829-1889      | 22 de juliol de 1870 - 15 de desembre de 1870                                      |
| Aléxandros Kumunduros       | 1817-1883      | 15 de desembre de 1870 - 9 de novembre de 1871                                     |
| Thrasívulos Zaïmis          | 1829-1880      | 9 de novembre de 1871 - 6 de gener de 1872                                         |
| Dimítrios Vúlgaris          | 1802-1878      | 6 de gener de 1872 - 20 de juliol de 1872                                          |
| Epaminondas Deligeorgis     | 1829-1889      | 20 de juliol de 1872 - 21 de febrer de 1874                                        |
| Dimítrios Vúlgaris          | 1802-1878      | 21 de febrer de 1874 - 8 de maig de 1875                                           |
| Kharílaos Trikupis          | 1832-1896      | 8 de maig de 1875 - 27 d'octubre de 1875                                           |
| Aléxandros Kumunduros       | 1817-1883      | 27 d'octubre de 1875 - 8 de desembre de 1876                                       |
| Epaminondas Deligeorgis     | 1829-1889      | 8 de desembre de 1876 - 13 de desembre de 1876                                     |
| Aléxandros Kumunduros       | 1817-1883      | 13 de desembre de 1876 - 10 de març de 1877                                        |
| Epaminondas Deligeorgis     | 1829-1889      | 10 de març de 1877 - 1 de juny de 1877                                             |
| Aléxandros Kumunduros       | 1817-1883      | 1 de juny de 1877 - 7 de juny de 1877                                              |
| Konstandinos Kanaris        | 1790-1877      | 7 de juny de 1877 - 14 de setembre de 1877                                         |
| Aléxandros Kumunduros       | 1817-1883      | 14 de setembre de 1877 - 2 de novembre de 1878                                     |
| Kharílaos Trikupis          | 1832-1896      | 2 de novembre de 1878 - 7 de novembre de 1878                                      |
| Aléxandros Kumunduros       | 1817-1883      | 7 de novembre de 1878 - 22 de març de 1880                                         |
| Kharílaos Trikupis          | 1832-1896      | 22 de març de 1880 - 25 d'octubre de 1880                                          |
| Aléxandros Kumunduros       | 1817-1883      | 25 d'octubre de 1880 - 15 de març de 1882                                          |
| Kharílaos Trikupis          | 1832-1896      | 15 de març de 1882 - 1 de maig de 1885                                             |
| Theódoros Diligiannis       | 1820-1905      | 1 de maig de 1885 - 9 de maig de 1886                                              |
| Dimítrios Valvis            | 1814-1886      | 9 de maig de 1886 - 21 de maig de 1886                                             |
| Kharílaos Trikupis          | 1832-1896      | 21 de maig de 1886 - 5 de novembre de 1890                                         |
| Theódoros Diligiannis       | 1820-1905      | 5 de novembre de 1890 - 1 de març de 1892                                          |
| Konstandinos Konstandópulos | 1832-1910      | 1 de març de 1892 - 22 de juny de 1892                                             |
| Kharílaos Trikupis          | 1832-1896      | 22 de juny de 1892 - 15 de maig de 1893                                            |
| Sotírios Sotirópulos        | 1831-1898      | 15 de maig de 1893 - 11 de novembre de 1893                                        |
| Kharílaos Trikupis          | 1832-1896      | 11 de novembre de 1893 - 24 de gener de 1895                                       |
| Nikólaos Deligiannis        | 1845-1910      | 24 de gener de 1895 - 11 de juny de 1895                                           |
| Theódoros Diligiannis       | 1820-1905      | 11 de juny de 1895 - 30 d'abril de 1897                                            |
| Dimítrios Ral·lis           | 1844-1921      | 30 d'abril de 1897 - 3 d'octubre de 1897                                           |
| Aléxandros Zaïmis           | 1855-1936      | 3 d'octubre de 1897 - 14 d'abril de 1899                                           |
| Georgios Theotokis          | 1844-1916      | 14 d'abril de 1899 - 25 de novembre de 1901                                        |
| Aléxandros Zaïmis           | 1855-1936      | 25 de novembre de 1901 - 6 de desembre de 1902                                     |
| Theódoros Diligiannis       | 1820-1905      | 6 de desembre de 1902 - 27 de juny de 1903                                         |
| Georgios Theotokis          | 1844-1916      | 27 de juny de 1903 - 11 de juliol de 1903                                          |
| Dimítrios Ral·lis           | 1844-1921      | 11 de juliol de 1903 - 19 de desembre de 1903                                      |
| Georgios Theotokis          | 1844-1916      | 19 de desembre de 1903 - 29 de desembre de 1904                                    |
| Theódoros Diligiannis       | 1820-1905      | 29 de desembre de 1904 - 13 de juny de 1905                                        |
| Dimítrios Ral·lis           | 1844-1921      | 22 de juny de 1905 - 21 de desembre de 1905                                        |
| Georgios Theotokis          | 1844-1916      | 21 de desembre de 1905 - 29 de juliol de 1909                                      |
| Dimítrios Ral·lis           | 1844-1921      | 29 de juliol de 1909 - 28 d'agost de 1909                                          |
| Kiriakulis Mavromikhalis    | 1849-1916      | 28 d'agost de 1909 - 31 de gener de 1910                                           |
| Stéfanos Dragumis           | 1842-1923      | 31 de gener de 1910 - 18 d'octubre de 1910                                         |
| Elevthérios Venizelos       | 1864-1936      | 18 d'octubre de 1910 - 10 de març de 1915                                          |
| Dimítrios Gúnaris           | 1866-1922      | 10 de març de 1915 - 23 d'agost de 1915                                            |
| Elevthérios Venizelos       | 1864-1936      | 23 d'agost de 1915 - 7 d'octubre de 1915                                           |
| Aléxandros Zaïmis           | 1855-1936      | 7 d'octubre de 1915 - 7 de novembre de 1915                                        |
| Stéfanos Skuludis           | 1836-1928      | 7 de novembre de 1915 - 22 de juny de 1916                                         |
| Aléxandros Zaïmis           | 1855-1936      | 22 de juny de 1916 - 16 de setembre de 1916                                        |
| Nikólaos Kalogerópulos      | 1853-1927      | 16 de setembre de 1916 - 10 d'octubre de 1916                                      |
| Elevthérios Venizelos       | 1864-1936      | 19 de setembre de 1916 - 27 de juny de 1917 (controlava el nord de Grècia i Creta) |
| Spirídon Lambros            | 1851-1919      | 10 d'octubre de 1916 - 5 de febrer de 1917 (controlava el sud de Grècia)           |
| Aléxandros Zaïmis           | 1855-1936      | 5 de febrer de 1917 - 27 de juny de 1917 (controlava el sud de Grècia)             |
| Elevthérios Venizelos       | 1864-1936      | 27 de juny de 1917 - 18 de novembre de 1920 (controlava tot el territori grec)     |
| Dimítrios Ral·lis           | 1844-1921      | 18 de novembre de 1920 - 6 de febrer de 1921                                       |
| Nikólaos Kalogerópulos      | 1853-1927      | 6 de febrer de 1921 - 8 d'abril de 1921                                            |
| Dimítrios Gúnaris           | 1866-1922      | 8 d'abril de 1921 - 16 de maig de 1922                                             |
| Nikólaos Stratos            | 1872-1922      | 16 de maig de 1922 - 22 de maig de 1922                                            |
| Petros Protopapadakis       | 1860-1922      | 22 de maig de 1922 - 10 de setembre de 1922                                        |
| Nikólaos Triantafil·lakos   | 1855-1939      | 10 de setembre de 1922 - 29 de setembre de 1922                                    |
| Anastàsios Kharalambis      | 1862-1949      | 29 de setembre de 1922 - 30 de setembre de 1922                                    |
| Sotírios Krokidàs           | 1852-1924      | 30 de setembre de 1922 - 27 de novembre de 1922                                    |
| Stilianós Gonatàs           | 1876-1966      | 27 de novembre de 1922 - 24 de gener de 1924                                       |
| Elevthérios Venizelos       | 1864-1936      | 24 de gener de 1924 - 19 de febrer de 1924                                         |
| Georgios Kafandaris         | 1873-1946      | 19 de febrer de 1924 - 12 de març de 1924                                          |

## 2a República (1924-1935)
| Nom                      | Naixement-Mort | Mandat                                      |
| ------------------------ | -------------- | ------------------------------------------- |
| Aléxandros Papanastasiou | 1876-1936      | 12 de març de 1924 - 24 de juliol de 1924   |
| Themistoklis Sofulis     | 1862-1949      | 24 de juliol de 1924 - 7 d'octubre de 1924  |
| Andreas Michalakopulos   | 1876-1938      | 7 d'octubre de 1924 - 26 de juny de 1925    |
| Theódoros Pagalos        | 1878-1952      | 25 de juny de 1925 - 19 de juliol de 1926   |
| Athanàsios Eftaxias      | 1849-1931      | 19 de juliol de 1926 - 23 d'agost de 1926   |
| Georgios Kondilis        | 1879-1936      | 23 d'agost de 1926 - 4 de desembre de 1926  |
| Aléxandros Zaïmis        | 1855-1936      | 4 de desembre de 1926 - 4 de juliol de 1928 |
| Elevthérios Venizelos    | 1864-1936      | 4 de juliol de 1928 - 26 de maig de 1932    |
| Aléxandros Papanastasiu  | 1876-1936      | 26 de maig de 1932 - 5 de juny de 1932      |
| Elevthérios Venizelos    | 1864-1936      | 5 de juny de 1932 - 3 de novembre de 1932   |
| Panagis Tsaldaris        | 1868-1936      | 3 de novembre de 1932 - 16 de gener de 1933 |
| Elevthérios Venizelos    | 1864-1936      | 16 de gener de 1933 - 6 de març de 1933     |
| Aléxandros Othoneos      | 1879-1970      | 6 de març de 1933 - 10 de març de 1933      |
| Panagis Tsaldaris        | 1868-1936      | 10 de març de 1933 - 10 d'octubre de 1935   |

## Monarquia restaurada (1935-1974)
| Nom                    | Naixement-Mort | Mandat                                        |
| ---------------------- | -------------- | --------------------------------------------- |
| Georgios Kondilis      | 1879-1936      | 10 d'octubre de 1935 - 30 de novembre de 1935 |
| Konstandinos Demertzis | 1876-1936      | 30 de novembre de 1935 - 12 d'abril de 1936   |
| Ioannis Metaxàs        | 1871-1941      | 13 d'abril de 1936 - 29 de gener de 1941      |
| Aléxandros Korizis     | 1885-1941      | 29 de gener de 1941 - 18 d'abril de 1941      |
| Emmanouil Tsouderos    | 1882-1956      | 21 d'abril de 1941 - 29 d'abril de 1941       |

### Governs durant laSegona Guerra Mundial
Durant la Segona Guerra Mundial Grècia va ser envaïda per tropes de l'Alemanya Nazi. Van sorgir dos governs: un a l'exili a Egipte, comandat per Emmanouil Tsouderos, i un altre de col·laboració amb els nazis.
El 1944 la resistència comunista aconsegueix formar un govern anomenat Comitè Polític d'Alliberament Nacional, que combat tant l'ocupació nazi com l'antic govern nacionalista exiliat al Caire.

#### Govern exiliat aEgipte(1941-1945)
| Nom                 | Naixement-Mort | Mandat                                  |
| ------------------- | -------------- | --------------------------------------- |
| Emmanouil Tsouderos | 1882-1956      | 29 d'abril de 1941 - 13 d'abril de 1944 |
| Sofoklis Venizelos  | 1894-1964      | 13 d'abril de 1944 - 26 d'abril de 1944 |
| Georgios Papandreu  | 1888-1968      | 26 d'abril de 1944 - 3 de gener de 1945 |

#### Govern col·laboracionista
| Nom                         | Naixement-Mort | Mandat                                     |
| --------------------------- | -------------- | ------------------------------------------ |
| Georgios Tsolakoklu         | 1886-1948      | 29 d'abril de 1941 - 2 de desembre de 1942 |
| Konstandinos Logothetopulos | 1878-1961      | 2 de desembre de 1942 - 7 d'abril de 1943  |
| Ioannis Ral·lis             | 1878-1946      | 7 d'abril de 1943 - 12 d'octubre de 1944   |

#### Comitè Polític d'Alliberament Nacional
| Nom                 | Naixement-Mort | Mandat                                     |
| ------------------- | -------------- | ------------------------------------------ |
| Evripidis Bakirtzis | 1895-1947      | 10 de març de 1944 - 18 d'abril de 1944    |
| Aléxandros Svolos   | 1892-1952      | 18 d'abril de 1944 - 2 de setembre de 1944 |

### Governs des de l'alliberament (1945) fins a la República (1974)
| Nom                         | Imatge                  | Naixement-Mort | Mandat                                          |
| --------------------------- | ----------------------- | -------------- | ----------------------------------------------- |
| Nikólaos Plastiras          | Nikólaos Plastiras      | 1883-1953      | 3 de gener de 1945 - 9 d'abril de 1945          |
| Petros Vúlgaris             | Sense imatge            | 1884-1957      | 9 d'abril de 1945 - 17 d'octubre de 1945        |
| Damaskinos Papandreu        | Damaskinos Papandreu    | 1891-1949      | 17 d'octubre - 1 de novembre de 1945            |
| Panagiotis Kanel·lópulos    |                         | 1902-1986      | 1 de novembre de 1945 - 22 de novembre de 1945  |
| Themistoklis Sofulis        | Themistoklis Sophoulis  | 1862-1949      | 22 de novembre de 1945 - 4 d'abril de 1946      |
| Panagiotis Pulitsas         | Panagiotis Poulitsas    | 1881-1968      | 4 d'abril de 1946 - 18 d'abril de 1946          |
| Konstandinos Tsaldaris      | Konstandinos Tsaldaris  | 1884-1970      | 18 d'abril de 1946 - 25 de gener de 1947        |
| Dimítrios Maximos           | Dimítrios Maximos       | 1873-1955      | 25 de gener de 1947 - 29 d'agost de 1947        |
| Konstandinos Tsaldaris      | Konstandinos Tsaldaris  | 1884-1970      | 29 d'agost de 1947 - 7 de novembre de 1947      |
| Themistoklis Sofulis        | Themistoklis Sophoulis  | 1862-1949      | 7 de novembre de 1947 - 24 de juny de 1949      |
| Markos Vafiadis             |                         | 1906-1992      | 24 de desembre de 1947 - 7 de febrer de 1949    |
| Nikólaos Zachariadis        |                         | 1903-1973      | 7 de febrer de 1949 - 3 d'abril de 1949         |
| Dimítrios Partsalidis       |                         | 1905-1980      | 3 d'abril de 1949 - octubre de 1950             |
| Aléxandros Diomidis         |                         | 1875-1950      | 30 de juny de 1949 - 6 de gener de 1950         |
| Ioannis Theotokis           |                         | 1880-1961      | 6 de gener de 1950 - 23 de març de 1950         |
| Sofoklis Venizelos          | Sense imatge            | 1894-1964      | 23 de març de 1950 - 15 d'abril de 1950         |
| Nikólaos Plastiras          | Nikólaos Plastiras      | 1883-1953      | 15 d'abril de 1950 - 21 d'agost de 1950         |
| Sofoklis Venizelos          | Sense imatge            | 1894-1964      | 21 d'agost de 1950 - 1 de novembre de 1951      |
| Nikólaos Plastiras          | Nikólaos Plastiras      | 1883-1953      | 1 de novembre de 1951 - 11 d'octubre de 1952    |
| Dimítrios Kiusopoulos       |                         | 1892-1977      | 11 d'octubre de 1952 - 19 de novembre de 1952   |
| Aléxandros Papagos          | Aléxandros Papagos      | 1883-1955      | 19 de novembre de 1952 - 4 d'octubre de 1955    |
| Konstandinos Karamanlís     | Konstandinos Karamanlis | 1907-1998      | 6 d'octubre de 1955 - 5 de març de 1958         |
| Konstandinos Georgakopulos  |                         | 1890-1978      | 5 de març de 1958 - 17 de maig de 1958          |
| Konstandinos Karamanlís     | Konstandinos Karamanlis | 1907-1998      | 17 de maig de 1958 - 20 de setembre de 1961     |
| Konstandinos Dovas          |                         | 1898-1973      | 20 de setembre de 1961 - 4 de novembre de 1961  |
| Konstandinos Karamanlís     | Konstandinos Karamanlis | 1907-1998      | 4 de novembre de 1961 - 17 de juny de 1963      |
| Panagiotis Pipinelis        |                         | 1899-1970      | 17 de juny de 1963 - 29 de setembre de 1963     |
| Stilianós Mavromikhalis     |                         | 1902-1981      | 29 de setembre de 1963 - 8 de novembre de 1963  |
| Georgios Papandreu          | Georgios Papandreu      | 1888-1968      | 8 de novembre de 1963 - 30 de desembre de 1963  |
| Ioannis Paraskevopulos      |                         | 1900-1984      | 30 de desembre de 1963 - 18 de febrer de 1964   |
| Georgios Papandreu          | Georgios Papandreu      | 1888-1968      | 18 de febrer de 1964 - 15 de juliol de 1965     |
| Georgios Athanasiadis-Novas |                         | 1893-1987      | 15 de juliol de 1965 - 20 d'agost de 1965       |
| Ilias Tsirimokos            |                         | 1907-1968      | 120 d'agost de 1965 - 17 de setembre de 1965    |
| Stéfanos Stefanópulos       |                         | 1898-1982      | 17 de setembre de 1965 - 22 de desembre de 1966 |
| Ioannis Paraskevopulos      |                         | 1900-1984      | 22 de desembre de 1966 - 3 d'abril de 1967      |
| Panagiotis Kanel·lópulos    |                         | 1902-1986      | 3 d'abril de 1967 - 21 d'abril de 1967          |

### Dictadura dels Coronels (1967-1974)
| Primer ministre                      | Començ de mandat       | Fi de mandat           | Imatge       | Partit |
| ------------------------------------ | ---------------------- | ---------------------- | ------------ | ------ |
| Konstandinos Kollias (1901-1998)     | 21 d'abril de 1967     | 13 de desembre de 1967 | Sense imatge | cap    |
| Georgios Papadópulos (1919-1999)     | 13 de desembre de 1967 | 8 d'octubre de 1973    | Sense imatge | cap    |
| Spiros Markezinis (1909-2000)        | 8 d'octubre de 1973    | 25 de novembre de 1973 | Sense imatge | cap    |
| Adamàndios Andrutsópulos (1919-2000) | 25 de novembre de 1973 | 23 de juliol de 1974   | Sense imatge | cap    |

## 3a República (1974 -actualitat)
| Primer ministre                     | Començ de mandat       | Fi de mandat           | Imatge                     | Partit          |
| ----------------------------------- | ---------------------- | ---------------------- | -------------------------- | --------------- |
| Konstandinos Karamanlís (1907-1998) | 27 de juliol de 1974   | 10 de maig de 1980     | Konstandinos Karamanlis    | Nova Democràcia |
| Georgios Ral·lis (1918-2006)        | 10 de maig de 1980     | 21 d'octubre de 1981   | Sense imatge               | Nova Democràcia |
| Andreas Papandreu (1919-1996)       | 21 d'octubre de 1981   | 2 de juliol de 1989    | Andreas Papandreu          | PASOK           |
| Tzannís Tzannetakis (1927-2010)     | 2 de juliol de 1989    | 11 d'octubre de 1989   | Sense imatge               | Nova Democràcia |
| Ioannis Grivas (1923-2016)          | 11 d'octubre de 1989   | 23 de novembre de 1989 | Sense imatge               | cap             |
| Xenofon Zolotas (1904-2004)         | 23 de novembre de 1989 | 11 d'abril de 1990     | Sense imatge               | cap             |
| Konstandinos Mitsotakis (1918-2017) | 11 d'abril de 1990     | 13 d'octubre de 1993   | Konstandinos Mitsotakis    | Nova Democràcia |
| Andreas Papandreu (1919-1996)       | 13 d'octubre de 1993   | 22 de gener de 1996    | Andreas Papandreu          | PASOK           |
| Kostas Simitis (1936-)              | 22 de gener de 1996    | 10 de març de 2004     | Kostas Simitis             | PASOK           |
| Kostas Karamanlís (1956-)           | 10 de març de 2004     | 6 d'octubre de 2009    | Kostas Karamanlis          | Nova Democràcia |
| Georgios Andreas Papandreu (1952-)  | 6 d'octubre de 2009    | 11 de novembre de 2011 | Georgios Andreas Papandreu | PASOK           |
| Lukàs Papadimos (1947–)             | 11 de novembre de 2011 | 16 de maig de 2012     | Lukàs Papadimos            | Independent     |
| Panagiotis Pikrammenos (1945–)      | 16 de maig de 2012     | 20 de juny de 2012     |                            | Independent     |
| Andonis Samaràs (1951–)             | 20 de juny de 2012     | 26 de gener de 2015    | Antonis Samaras            | Nova Democràcia |
| Alexis Tsipras (1974–)              | 26 de gener de 2015    | 27 d'agost de 2015     | Alexis Tsipras             | SYRIZA          |
| Vassilikí Thanu (1950–)             | 27 d'agost de 2015     | 20 de setembre de 2015 | Vassilikí Thanu            | Independent     |
| Alexis Tsipras (1974–)              | 20 de setembre de 2015 | 8 de juliol de 2019    | Alexis Tsipras             | SYRIZA          |
| Kiriakos Mitsotakis (1968-)         | 8 de juliol de 2019    | 25 de maig de 2023     | Kiriakos Mitsotakis        | Nova Democràcia |
| Ioannis Sarmas (1957–)              | 25 de maig de 2023     | 26 de juny de 2023     |                            | Independent     |
| Kiriakos Mitsotakis (1968-)         | 26 de juny de 2023     | actualitat             | Kiriakos Mitsotakis        | Nova Democràcia |